# Steinach (Main)
Die Steinach ist ein gut neuneinhalb Kilometer langer, rechter und nördlicher Zufluss des Mains in unterfränkischen Landkreis Schweinfurt. Die Steinach verläuft am Südrand der Schweinfurter Rhön (Hesselbacher Waldland).

## Geographie

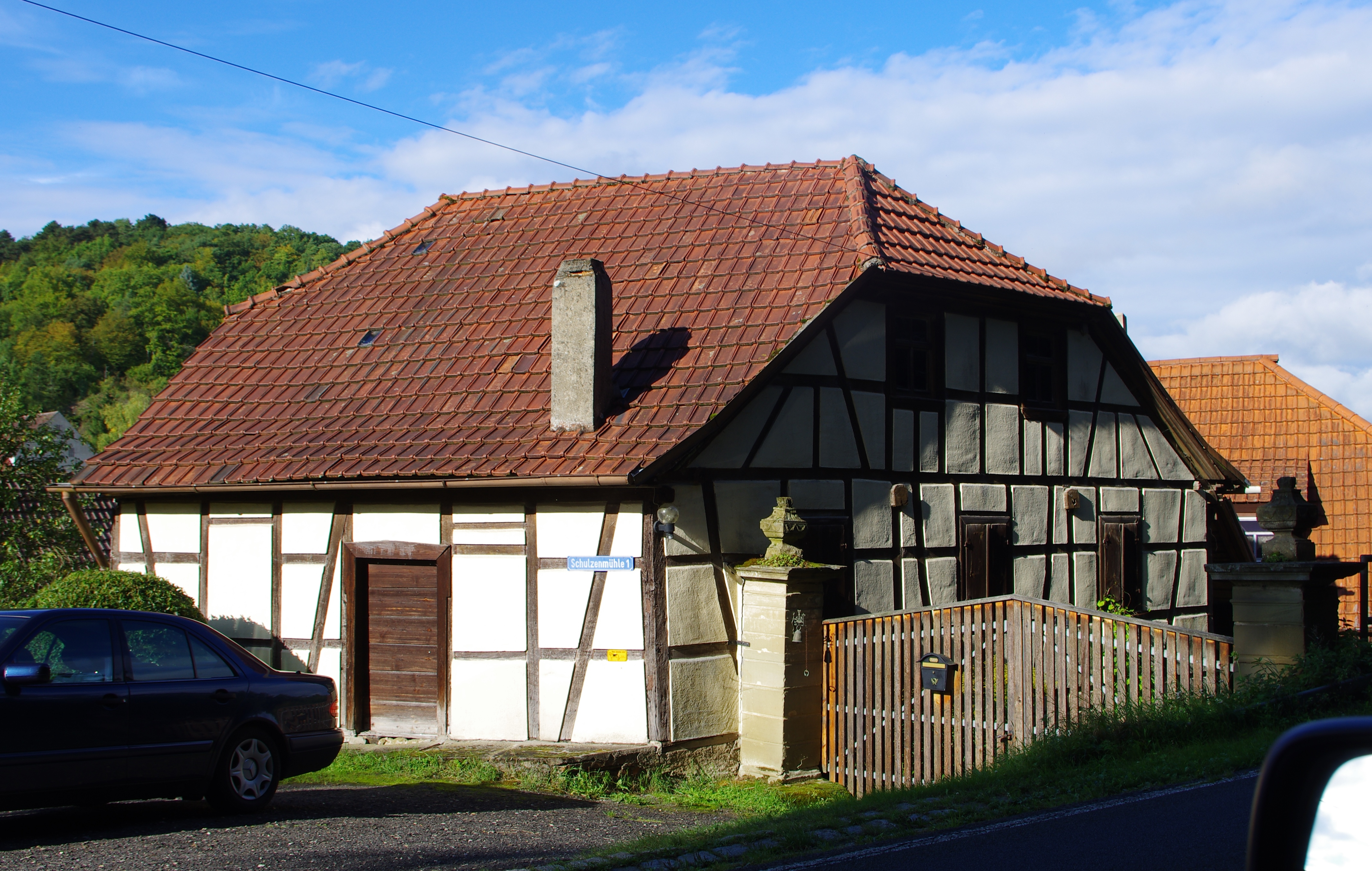
Schulzenmühle an der Steinach

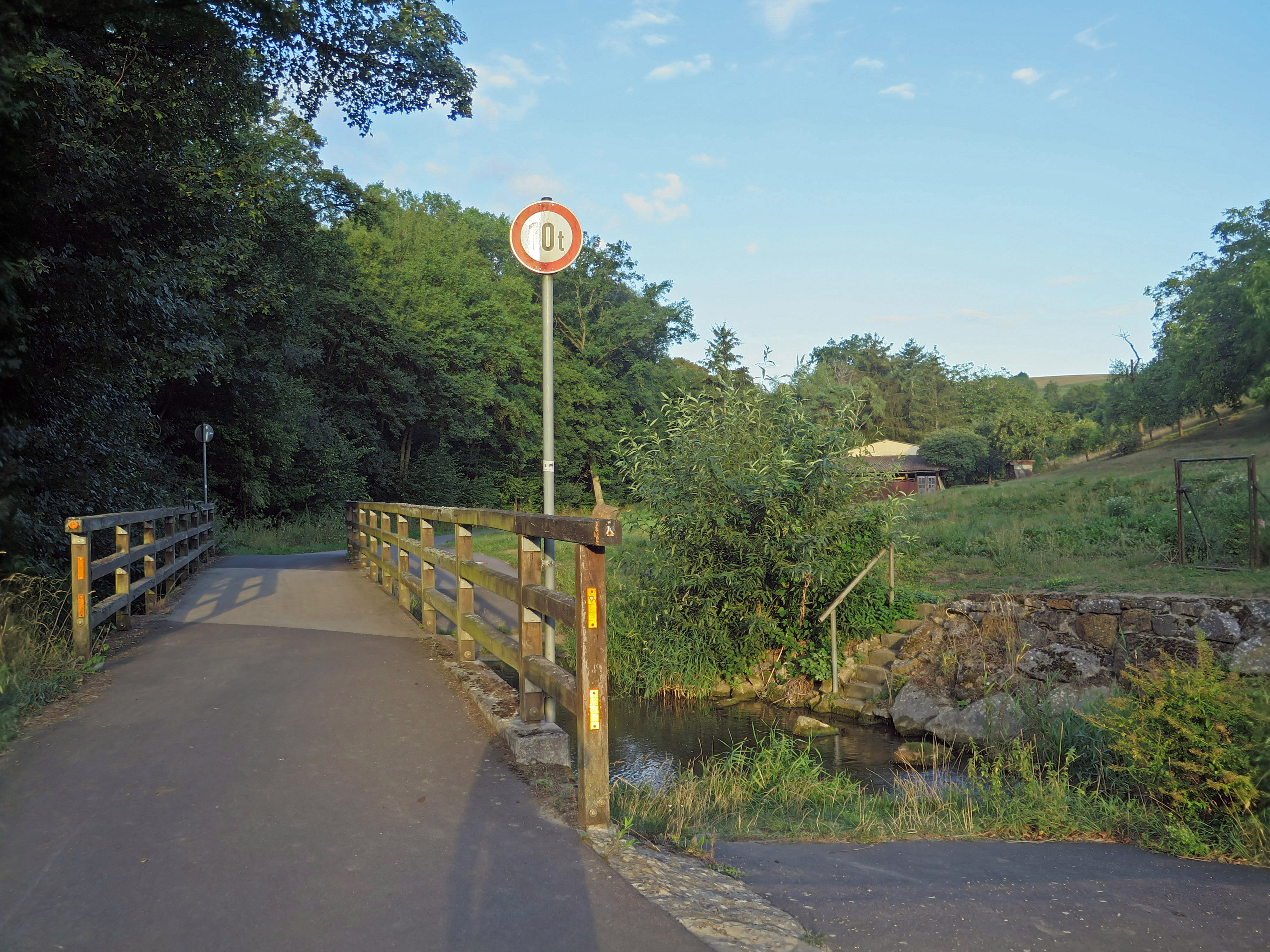
Steinach bei Schonungen

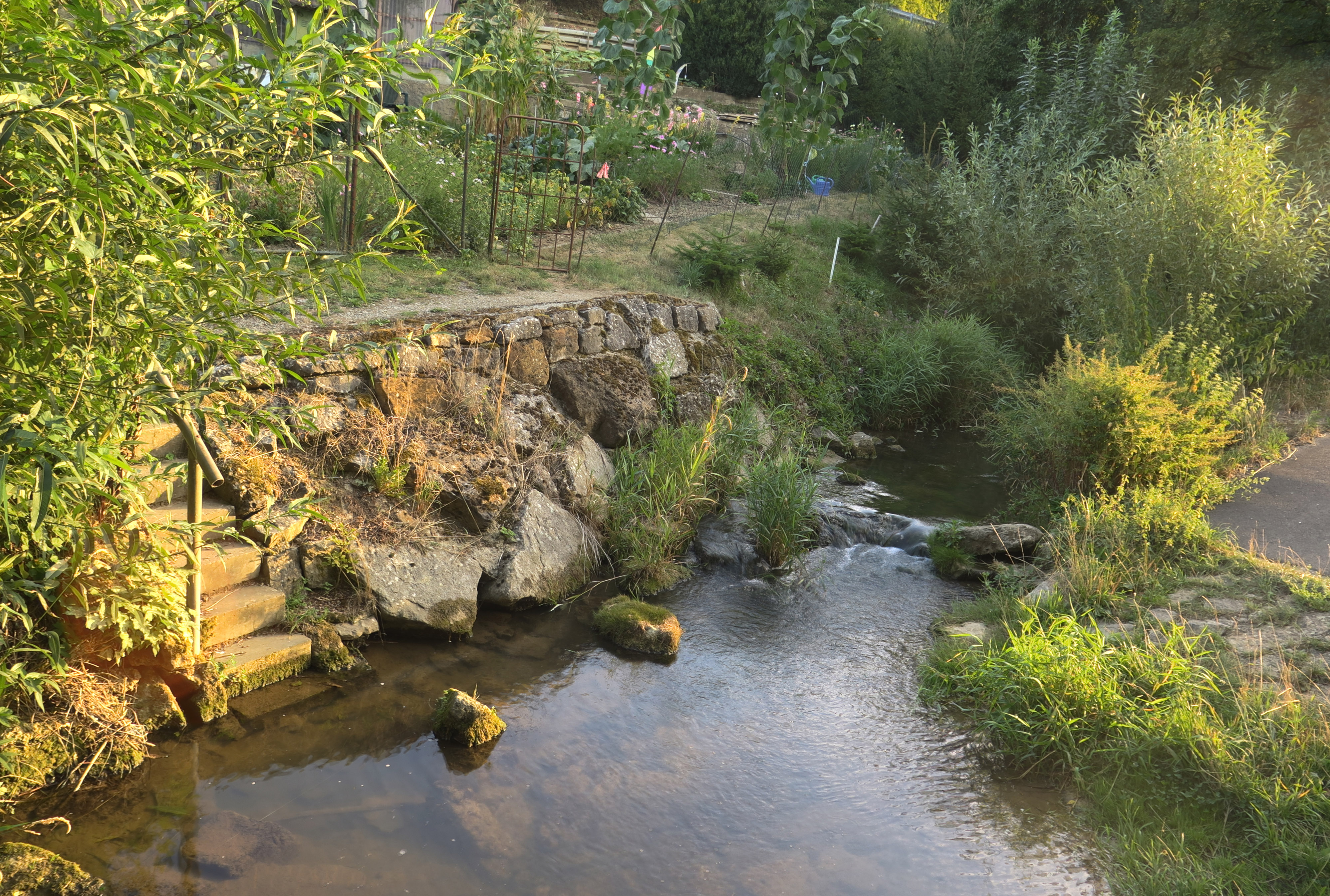
Ebd.

### Quellbäche

#### Abersfelder Mühlbach
Der Abersfelder Mühlbach ist der linke und südliche Quellbach. Er wird oft auch als Oberlauf der Steinach angesehen.

#### Wildbach
Der Wildbach ist der rechte und nördliche Quellbach. Er wird oft auch als Zufluss der Steinach angesehen.

### Verlauf
Nach der Vereinigung ihrer beiden Quellbäche auf einer Höhe von 261 m ü. NHN am Ostrand des Schonungener Ortsteils Marktsteinach in der Flur Grundwiesen direkt neben dem örtlichen Sportplatz unterquert die Steinach die Kreisstraße SW 45 (Zum Kolben) und fließt  dann zunächst in südwestlicher Richtung durch eine Grünzone, begleitet von einer Baumgalerie am Südrand des Dorfes und am Nordhang des Kolm entlang.
Etwas bachabwärts wird sie auf ihrer rechten Seite durch den Abfluss aus dem Dorfweiher und kurz danach auf der gleichen Seite vom Bach aus dem Wildenstallgrund  gestärkt. Sie kreuzt nun die St 2266 (Marktsteinacher Hauptstraße) und wird dann am Südwestrand des Ortes auf ihrer linken Seite von dem aus dem Südosten heranziehenden Grundwiesenbach gespeist.
Kurz danach in der Flur Breitenwiese betrieb sie früher die Rotmühle. Die Steinach mäandert dort leicht. Von der Steinach spaltet sich nun ein Mühlgraben ab, welcher früher die Ölmühle und südlich der Ziegelhütte die Schulzenmühle antrieb. Der Mühlgraben fließt etwas später wieder mit dem Bach zusammen. Gleich danach spaltet sich ein neuer Mühlgraben von der Steinach ab.
Bei einer kleinen Kläranlage wendet sie ihren Lauf nach Süden. Sie fließt nun knapp einen halben Kilometer durch die Flur Spitzenwiesen und dann durch die Flur Brücklerswiesen und quert dann die sie schon eine ganze Strecke begleitende Kreisstraße SW 2266. Dort befindet sich die Betzenmühle. Der Bach läuft danach knapp 300 m westwärts. Ein weiterer Mühlgraben setzte dort früher die Klüpfelsmühle in Bewegung.
Die Steinach zieht nun am bewaldeten Nordhang des Galgenberges entlang und erreicht dann den Ostrand von Schonungen. Bei der Sattlerstraße fließt ihr auf der rechten Seite der aus dem Norden kommende Hausener Mühlbach zu.
Die Steinach fließt nun durch die Ortschaft und passiert schließlich auf ihrer rechten Seite den historischen Ortskern, wo sie sich in zwei parallel verlaufende Arme gabelt und eine langgestreckte Insel bildet. Auf ihr ruht der Mittelpfeiler einer historischen Brücke und es bietet sich ein malerischer Anblick (siehe Bild am Artikelanfang).
Die Steinach unterquert noch die St 2447 und die Gleisanlagen der Bahnstrecke Bamberg–Rottendorf, wechselt dann scharf nach Nordwesten und  mündet schließlich knapp einen halben Kilometer später auf einer Höhe von 209 m ü. NHN bei etwa Main-KM 337,5 von rechts in den aus dem Südosten heranziehenden Main.

### Einzugsgebiet
Das Einzugsgebiet der Steinach umfasst 52,4 km². Es liegt nahezu komplett im Landkreis Schweinfurt und ist herzförmig, mit den beiden Flügeln im Nordosten um Hesselbach und Abersfeld und der Spitze im Südwesten, an der Mündung in den Main in Schonungen. Es hat eine Breite von etwa vier Kilometer im Norden und acht Kilometer im Süden und einer Höhe von etwa acht Kilometer.
Der höchste Punkt liegt nordwestlich des Ursprungs der beiden Quellbäche auf dem bewaldeten Grainberg (bis 408 m ü. NHN) nördlich von Löffelsterz auf etwas über 400 m ü. NHN.
Im Westen grenzt das EZG der Steinach  an das des Meerbaches einem kleinen Mainzufluss mit seinem Oberlauf Wildbach. Im Nordwesten wird es vom Erlenbach begrenzt, welcher über den Maßbach und dann der Lauer in die Fränkische Saale entwässert. Im Norden berührt es das Gebiet des Sauerquellenbaches einem Zufluss der Geißler, die ebenfalls in die Lauer einmündet. Im Nordosten trifft es mit dem Bereich des Nassachzuflusses Riedbach zusammen. Im Osten folgt dann der Mainzufluss Wässernach und im Südosten die kleineren Mainzuflüsse Grabenmühlbach, Lausgraben, Lehenbach und der Buchentalgraben.
Das Gebiet liegt weit überwiegend im Unterraum Südliches Hesselbacher Waldland des Naturraums Hesselbacher Waldland (identisch mit der Landschaft Schweinfurter Rhön), der mündungsnahe Anteil am Maintal im Unterraum Haßfurter Maintal des Steigerwaldvorlandes, die alle zu den Mainfränkischen Platten zählen.

### Zuflüsse
- Wildbach (rechter Quellbach), 6,0 km
- Abersfelder Mühlbach (linker Quellbach), 3,7 km
- Bach aus dem Wildenstallgrund (rechts)
- Grundwiesenbach (links), 2,4 km
- Dippagraben[5]  (links)
- Hausener Mühlbach (rechts), 2,0 km (mit Wollenbach 9,5 km)